# Grigore Chiper
Grigore Chiper (n. 16 aprilie 1959, Copanca, raionul Căușeni) este poet, prozator, eseist, traducător, critic literar și profesor universitar din Republica Moldova.

## Biografie
A absolvit în 1981 Facultatea de Filologie a Universității de Stat din Moldova, după care activează ca profesor la Universitatea din Tiraspol (cu sediul la Chișinău) din 1992. Este redactor asociat la revista Contrafort din Chișinău și secretar de redacție la revista Quadrat. Cartea de debut Abia tangibilul a fost distinsă cu Premiul Tineretului (1990).
Este membru al Uniunii Scriitorilor din Republica Moldova, al Uniunii Scriitorilor din România și al P.E.N.Club.

## Publicații

### Poezie
Volume:
- Abia tangibilul, poeme, ed. Literatura Artistică, 1990
- Aici, în falset, poeme, ed. Hyperion, 1991
- Perioada albastră, ed. Fundației Culturale Române, București, 1997
- Cehov, am cerut obosit, ed. Cartier, Chișinău, 2001 ISBN 9975-79-107-7
- Turnul de fildeș înclinat, ed. Vinea, București, 2005 ISBN 973-698-057-X
- Roman-simulacru, ed. Limes, Cluj, 2010[6] ISBN 978-973-726-461-9
- Formalități, ed. Charmides, Bistrița, 2015
- Opera poetică, ed. Paralela 45, Pitești, 2017
- Semințe de betel, ed. Rocart, Pitești, 2020

Unele din poeziile sale au fost publicate în antologii:
- Portret de grup. O altă imagine a poeziei basarabene, editor Eugen Lungu, ed. Arc, Chișinău, 1995;
- Une Anthologie de la poésie Moldave / An Anthology of Moldavian Poetry (poezii traduse în franceză și engleză), în colecția L’Esprit des Péninsules, Paris 1996; Альманах поезй та перекладв. Meridian Czernowitz, Cernăuți, 2011. Traducere de Anatol Viere;  Új Dánia/ 22 moldáv költö, Editura Parnasszus, Budapesta, 2014. Selecție și traducere de Attila F. Balázs; Капма-каршы юнǝлешеǝн: Молдовадагы бугенге шигърият. Казан, 2015. Traducere de Habir Ibrahim;  Een bloem van bloed met besneeuwde blaadjes. Hedendaagse poëzie uit de republiek Moldavië. Samenstellers Jan Willem Bos en Jan H. Mysjkin, Poeziecentrum, 2015; Потрiбна вiдстань. Сучаснi поети Молдови. Львiв, ЛА „Пiрамiда”, 2016. Traducere de N. Kuliș.

### Proză scurtă
- Violoncelul și alte voci, ed. Augusta, Timișoara, 2000[8], ISBN 973-8039-25-8
- Nisipul de sub picioare, ed. Tracus Arte, București, 2014.
- Cu romanul în vacanță, ed. Prut, Chișinău, 2023.

Eseu, jurnal, publicistică
- Piese dintr-un puzzle, ed, Junimea, Iași, 2017
- Fața poeziei și măștile poeților, ed. Arc, Chișinău, 2019
- Voci în pustiu, ed, Junimea, Iași, 2021

### Traduceri
- Dama de pică, nuvele de Aleksandr Pușkin, ed. Cartier, Chișinău, 2004

### Editor
- Proză scurtă: antologie, Autor secundar: Urian, Tudorel; selecție, studiu introductiv și note biobibliografice de Grigore Chiper; ed. Știința, Chișinău, Seria "Literatura din Basarabia în secolul XX", (2004)

## Premii
- Premiul Tineretului din Republica Moldova, 1990;
- Premiul Fundației Culturale Române și al Uniunii Latine, Paris, 1997;
- Premiul Uniunii Scriitorilor din Republica Moldova, 1997;
- Premiul Uniunii Scriitorilor din Republica Moldova, 2000;
- Premiul Uniunii Scriitorilor din Republica Moldova, 2013;
- Premiul Uniunii Scriitorilor din România, filiala Chișinău, 2014
- Premiul Uniunii Scriitorilor din Republica Moldova, 2020.